# Iszlam Szlimani
Iszlam Szlimani (arabul: إسلام سليماني) (Algír, 1988. június 18. –) algériai labdarúgó, aki csatárként játszik. 2023 óta az RSC Anderlecht és az algériai labdarúgó-válogatott játékosa, de kölcsönben a Monacóban szerepel.

## Statisztika

### Válogatott
(2019. október 15. szerint)
| Válogatott | Szezon   | Mérkőzés | Gól |
| ---------- | -------- | -------- | --- |
| Algéria    | 2012     | 6        | 5   |
| Algéria    | 2013     | 12       | 5   |
| Algéria    | 2014     | 13       | 4   |
| Algéria    | 2015     | 11       | 7   |
| Algéria    | 2016     | 5        | 3   |
| Algéria    | 2017     | 9        | 3   |
| Algéria    | 2018     | 4        | 0   |
| Algéria    | 2019     | 7        | 3   |
| Összesen   | Összesen | 66       | 29  |

### Góljai a válogatottban

#### Algéria
|     | Időpont             | Helyszín                                       | Ellenfél                  | Gólok | Eredmény | Kiírás                                      |
| --- | ------------------- | ---------------------------------------------- | ------------------------- | ----- | -------- | ------------------------------------------- |
| 1.  | 2012. június 2.     | Stade Mustapha Tchaker, Blida, Algéria         | Ruanda                    | 3–0   | 4–0      | 2014-es labdarúgó-világbajnokság-selejtező  |
| 2.  | 2012. június 10.    | Stade du 4-Août, Ouagadougou, Burkina Faso     | Mali                      | 1–0   | 1–2      | 2014-es labdarúgó-világbajnokság-selejtező  |
| 3.  | 2012. június 15.    | Stade Mustapha Tchaker, Blida, Algéria         | Gambia                    | 2–0   | 4–1      | 2013-as afrikai nemzetek kupája (selejtező) |
| 4.  | 2012. június 15.    | Stade Mustapha Tchaker, Blida, Algéria         | Gambia                    | 3–1   | 4–1      | 2013-as afrikai nemzetek kupája (selejtező) |
| 5.  | 2012. október 14.   | Stade Mustapha Tchaker, Blida, Algéria         | Líbia                     | 2–0   | 2–0      | 2013-as afrikai nemzetek kupája (selejtező) |
| 6.  | 2013. március 26.   | Stade Mustapha Tchaker, Blida, Algéria         | Benin                     | 3–1   | 3–1      | 2014-es labdarúgó-világbajnokság-selejtező  |
| 7.  | 2013. június 2.     | Stade Mustapha Tchaker, Blida, Algéria         | Burkina Faso              | 2–0   | 2–0      | Barátságos mérkőzés                         |
| 8.  | 2013. június 9.     | Stade Charles de Gaulle, Porto Novo, Benin     | Benin                     | 1–1   | 3–1      | 2014-es labdarúgó-világbajnokság-selejtező  |
| 9.  | 2013. június 9.     | Stade Charles de Gaulle, Porto Novo, Benin     | Benin                     | 2–1   | 3–1      | 2014-es labdarúgó-világbajnokság-selejtező  |
| 10. | 2014. május 31.     | Stade Tourbillon, Sion, Svájc                  | Örményország              | 3–0   | 3–1      | Barátságos mérkőzés                         |
| 11. | 2014. június 22.    | Estádio Beira-Rio, Porto Alegre, Brazília      | Dél-Korea                 | 1–0   | 4–2      | 2014-es labdarúgó-világbajnokság            |
| 12. | 2014. június 22.    | Arena da Baixada, Curitiba, Brazília           | Oroszország               | 1–1   | 1–1      | 2014-es labdarúgó-világbajnokság            |
| 13. | 2014. október 15.   | Mustapha Tchaker Stadium, Blida, Algéria       | Malawi                    | 3–0   | 3–0      | 2015-ös afrikai nemzetek kupája selejtező)  |
| 14. | 2015. január 19.    | Estadio de Mongomo, Mongomo, Egyenlítői-Guinea | Dél-afrikai Köztársaság   | 3–1   | 3–1      | 2015-ös afrikai nemzetek kupája             |
| 15. | 2015. június 13.    | Mustapha Tchaker Stadium, Blida, Algéria       | Seychelle-szigetek        | 1–0   | 4–0      | 2017-es afrikai nemzetek kupája selejtező   |
| 16. | 2015. október 9.    | July 5, 1962 Stadium, Algír, Algéria           | Guinea                    | 1–0   | 1–2      | Barátságos mérkőzés                         |
| 17. | 2015. november 14.  | National Stadium, Dar es-Salaam, Tanzánia      | Tanzánia                  | 2–1   | 2–2      | 2018-as labdarúgó-világbajnokság-selejtező  |
| 18. | 2015. november 14.  | National Stadium, Dar es-Salaam, Tanzánia      | Tanzánia                  | 2–2   | 2–2      | 2018-as labdarúgó-világbajnokság-selejtező  |
| 19. | 2015. november 17.  | Mustapha Tchaker Stadium, Blida, Algéria       | Tanzánia                  | 4–0   | 7–0      | 2018-as labdarúgó-világbajnokság-selejtező  |
| 20. | 2015. november 17.  | Mustapha Tchaker Stadium, Blida, Algéria       | Tanzánia                  | 7–0   | 7–0      | 2018-as labdarúgó-világbajnokság-selejtező  |
| 21. | 2016. március 25.   | Mustapha Tchaker Stadium, Blida, Algéria       | Etiópia                   | 2–0   | 7–1      | 2017-es afrikai nemzetek kupája selejtező   |
| 22. | 2016. március 25.   | Mustapha Tchaker Stadium, Blida, Algéria       | Etiópia                   | 7–1   | 7–1      | 2017-es afrikai nemzetek kupája selejtező   |
| 23. | 2016. március 29.   | Addis Ababa Stadium, Addis Ababa, Etiópia      | Etiópia                   | 1–1   | 3–3      | 2017-es afrikai nemzetek kupája selejtező   |
| 24. | 2017. január 23.    | Stade de Franceville, Franceville, Gabon       | Szenegál                  | 1–0   | 2–2      | 2017-es afrikai nemzetek kupája             |
| 25. | 2017. január 23.    | Stade de Franceville, Franceville, Gabon       | Szenegál                  | 2–1   | 2–2      | 2017-es afrikai nemzetek kupája             |
| 26. | 2017. november 14.  | July 5, 1962 Stadium, Algiers, Algéria         | Közép-afrikai Köztársaság | 3–0   | 3–0      | Barátságos mérkőzés                         |
| 27. | 2019. július 1.     | 30 June Stadium, Kairó, Egypt                  | Tanzánia                  | 1–0   | 3–0      | 2019-es afrikai nemzetek kupája             |
| 28. | 2019. szeptember 9. | Mustapha Tchaker Stadium, Blida, Algéria       | Benin                     | 1–0   | 1–0      | Barátságos mérkőzés                         |
| 29. | 2019. október 10.   | Mustapha Tchaker Stadium, Blida, Algéria       | Kongói DK                 | 1–0   | 1–1      | Barátságos mérkőzés                         |

#### Algéria A
|   | Időpont         | Helyszín                               | Ellenfél   | Gólok | Eredmény | Kiírás              |
| - | --------------- | -------------------------------------- | ---------- | ----- | -------- | ------------------- |
| 1 | 2013. május 25. | Stade Mustapha Tchaker, Blida, Algéria | Mauritánia | 1–0   | 1–0      | Barátságos mérkőzés |

## Sikerei, díjai

### Klub
- Sporting CP
  - Portugál kupa: 2014–15
  - Portugál szuperkupa: 2015

### Válogatott
- Algéria
  - Afrikai nemzetek kupája: 2019